# Density Records
Density Records ist eine 2007 gegründete Independent-Plattenfirma, die zu Vagrant Records gehört und sich auf Hardcore Punk und Metal, sowie dessen Subgenres spezialisiert hat.
Zu den bekanntesten Gruppen, die bei Density unter Vertrag stehen bzw. standen zählen The Last Ten Seconds of Life, Cult of Luna und Oceans Ate Alaska. Letztere wechselte zwischenzeitlich zu Fearless Records. Die erste Band, die bei Density unter Vertrag genommen wurde, ist die inzwischen aufgelöste kanadische Screamo-Band I Hate Sally aus Kingston, Ontario. Für Aufsehen sorgte ein Vertriebsdeal mit der deutschen Band Rammstein. Ihre DVD Videos 1995-2012 wurde von Density Records in den USA vertrieben.

## Bands

### Aktuell
- Cult of Luna (nur Nordamerika)[5]
- Encrust[6]
- Karnivool[7]
- The Last Ten Seconds of Life[8]
- Lorna Shore[9]

### Ehemalig
- I Hate Sally (Aufgelöst 2008)[3]
- Oceans Ate Alaska (nun bei Fearless Records)[10]

## Veröffentlichungen (Auswahl)
- 2007: I Hate Sally – Don't Worry Lady (Album)
- 2012: Oceans Ate Alaska – Into the Deep (EP)
- 2012: Encrust – From Birth to Soil (Album)
- 2013: The Last Ten Seconds of Life – Invivo[Exvivo] (Album)
- 2013: Lorna Shore – Maleficium (EP)
- 2013: Karnivool – Asymmetry (Album)
- 2013: Cult of Luna – Vertikal (Album)
- 2014: The Last Ten Seconds of Life – The Last Ten Seconds of Life 2010-2012 (Kompilation)
- 2015: The Last Ten Seconds of Life – Soulless Hymns (Album)
- 2015: Lorna Shore – Psalms